# Janusz Zarenkiewicz
Janusz Zarenkiewicz (* 3. August 1959 in Nowy Las, Głuchołazy) ist ein ehemaliger polnischer Boxer im Superschwergewicht (+ 91 kg). Seine größten Erfolge waren der Gewinn einer Bronzemedaille bei den Olympischen Spielen 1988 in Seoul und den Europameisterschaften 1985 in Budapest.

## Boxkarriere
Zarenkiewicz trainierte in den Vereinen Pogoń Prudnik (1975–1977), Moto-Jelcz Oława (1978–1983) und Zagłębie Lubin (ab 1983). Er wurde 1977 Polnischer Juniorenmeister und 1979 Polnischer U20-Meister im Schwergewicht, sowie 1981, 1982, 1986, 1987 und 1989 jeweils Polnischer Meister im Superschwergewicht.
Bei der Europameisterschaft 1985 in Budapest siegte er im Viertelfinale gegen Biagio Chianese, konnte jedoch anschließend aufgrund einer Kieferverletzung nicht zu seinem Halbfinalkampf gegen Wjatscheslaw Jakowlew antreten und schied daher mit einer Bronzemedaille aus. Eine weitere Bronzemedaille gewann er bei den Olympischen Sommerspielen 1988 in Seoul, nachdem er aufgrund einer Gesichtsverletzung nicht für den Halbfinalkampf gegen Lennox Lewis freigegeben worden war. Zuvor hatte er sich gegen Andreas Schnieders und Harold Arroyo durchgesetzt.
Darüber hinaus war er Teilnehmer der Weltmeisterschaft 1986 (Viertelfinalniederlage gegen Wjatscheslaw Jakowlew), sowie der Europameisterschaft 1987 (Viertelfinalniederlage gegen Ulli Kaden) und der Europameisterschaft 1989 (Viertelfinalniederlage gegen Alexander Miroschnitschenko).
Er beendete seine Boxkarriere nach 207 Kämpfen mit 168 Siegen.

## Weiteres
Zarenkiewicz ist Absolvent der Baufachschule in Nysa und langjähriger Mitarbeiter der Kupfermine Rudna in Polkowice. 1995 wurde er Präsident des Boxclubs MKB Górnik Lubin.